# Magyar zörgőfű
A magyar zörgőfű (Crepis pannonica) az őszirózsafélék családjába tartozó, Magyarországon fokozottan védett növény. 

## Megjelenése

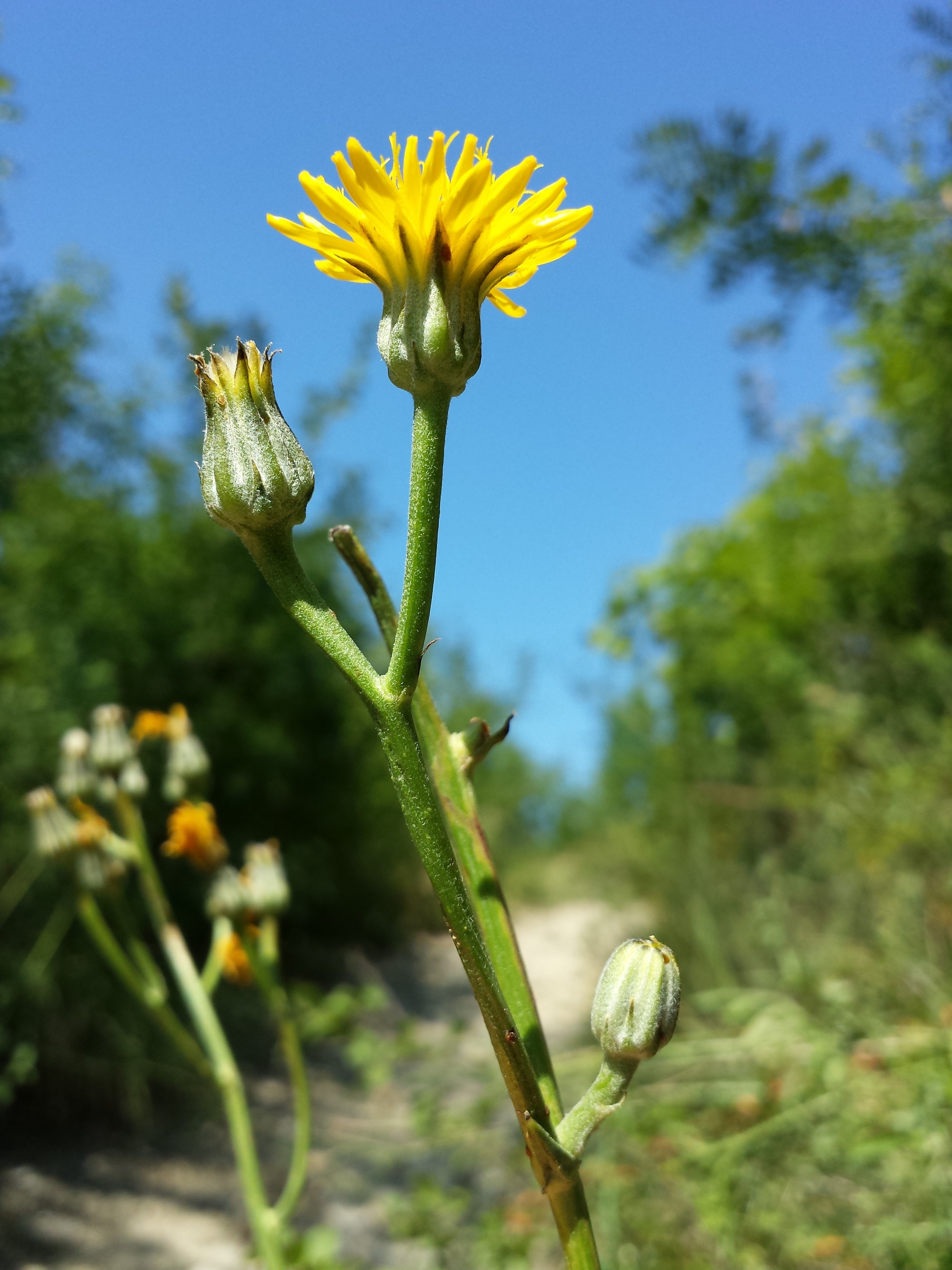
Virága

A magyar zörgőfű 50–130 cm magasra is megnövő, lágyszárú, évelő növény. Erőteljes, függőleges rizómájából egy-hat, sűrűn leveles szár nő ki, amelyek a virágzat kivételével nem ágaznak el. A tövüknél rövid, fehér szőrökkel borítottak. Fogas szélű levelei vastagok, merevek. A tőlevelek és a sár alsó levelei fordított tojásdadok vagy hosszúkás alakúak, rövid nyelűek vagy a levéllemez nyélbe keskenyedik. A magasabban lévő levelek dárdás vállúak, szárölelők. Ha a növényt megsértik, fehéres tejnedvet ereszt.
Június-augusztusban virágzik. Laza bogas virágzata 10-30 db 4–5 cm átmérőjű sárga-sötétsárga fészkes virágból áll. Fészekörve molyhos, elálló szőrei nincsenek. A virágzat oldalágai ívesen emelkednek felfelé.
Termése 5–6 mm hosszú, 15-20 hosszbordával rendelkező kaszat.
Kromoszómaszáma 2n=8.

## Elterjedése

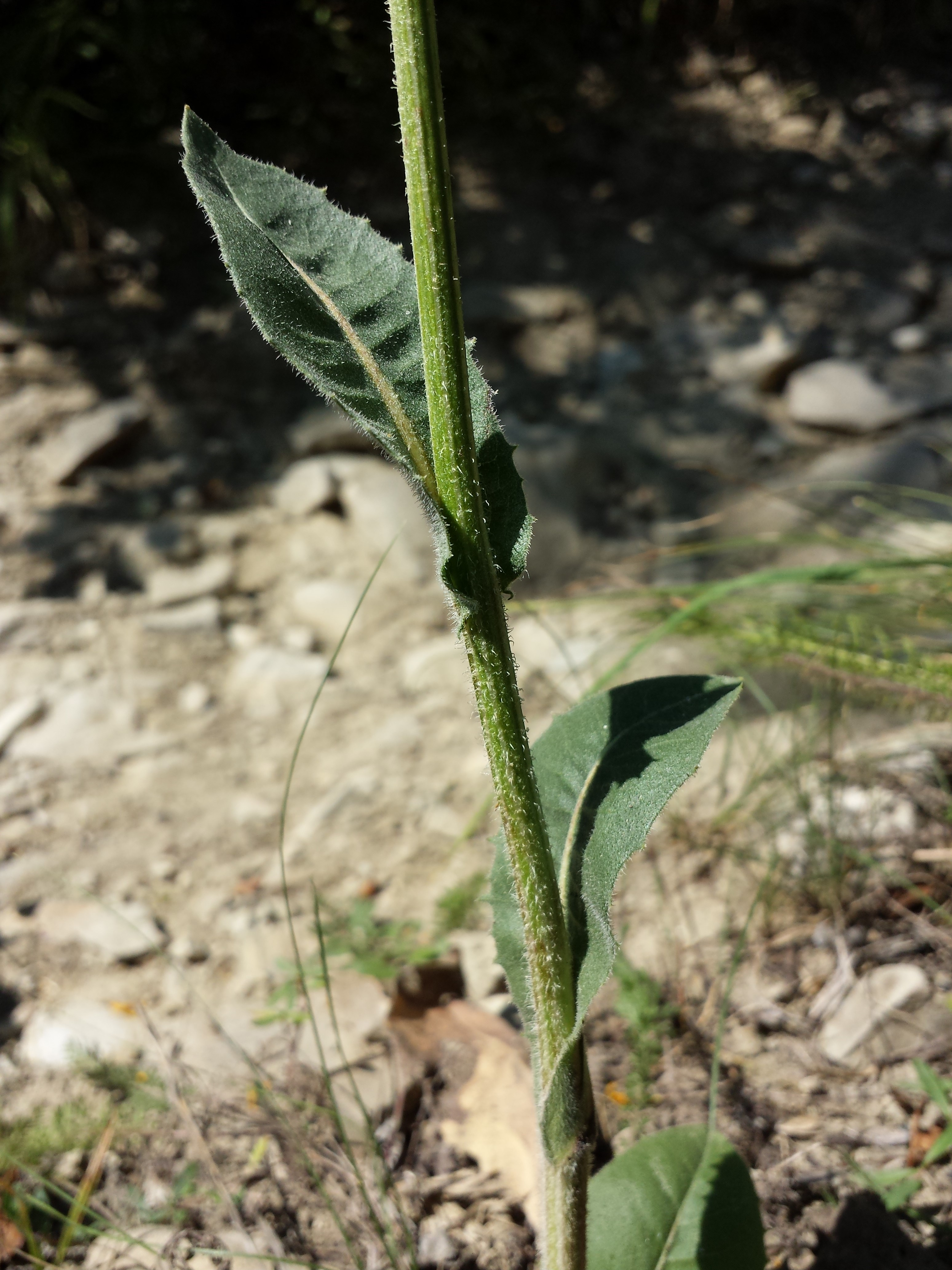
Szárlevelei

Kaukázusi-pontusi-délszarmata-pannon flóraelem, vagyis a Kárpát-medencétől a Fekete-tengertől északra eső sztyeppeken keresztül a Kaukázusig fordul elő. Elterjedésének nyugati határa Alsó-Ausztriában (két lelőhellyel) és Morvaországban van. Magyarországon az ország északi részén található meg az Északi-középhegységben, a Zempléni-hegységben, a Csereháton, a Tornai-hegységben, a Bükkben, a Mátrában, a Medves-fennsíkon, a Dunántúli-középhegységben, a Visegrádi-hegységben, a Budai-hegységben és az Alföldön. 

## Életmódja
Sztyepprétek, bozótosok, bokorerdők, napos hegyoldalak növénye maximum 2100 méteres magasságig. A meleg, száraz, tápanyagban gazdag, semleges-meszes talajt kedveli. A magból az első évben csak kis tőlevélrózsa fejlődik, amely áttelel és a következő év nyarán virágzik először. A mag érése augusztusban kezdődik és szárai ősszel elszáradnak.
Magyarországon fokozottan védett, természetvédelmi értéke 100 000 Ft.